# Abdoulaye Bio Tchané
Pour les articles homonymes, voir ABT.
Abdoulaye Bio Tchané, né le 25 octobre 1952 à Djougou au Bénin, est un homme politique béninois. Il a été plusieurs fois ministre dans les gouvernements du président Patrice Talon et du président Mathieu Kérékou et est un ancien président de la Banque ouest-africaine de développement.
Actuellement, il est le ministre du Développement et de la Coordination de l'action gouvernementale du président Patrice Talon et secrétaire général du parti politique béninois, le Bloc Républicain (BR).

## Biographie

### Enfance, formation et débuts
Né le 25 octobre 1952 à Djougou au Bénin. Il fait ses études primaires à Djougou. Après l'obtention du bac en série scientifique en 1972 au lycée Béhanzin à Porto-Novo. En 1976, il obtient une maîtrise en sociologie à l'université de Dijon. De 1977 à 1979, il obtient une maîtrise bancaire au Centre ouest-africain de formation et d'études bancaires (COFEB) à Dakar au Sénégal. Puis, en 1985, un DES en finance islamique.

### Carrière professionnelle
En mai 1998, alors qu'il est directeur des études à la BCEAO, le président Mathieu Kérékou le nomme au poste du ministre de l'économie et des finances.
Le 10 janvier 2002, Abdoulaye Bio Tchané occupe le poste du directeur du département-Afrique du Fonds monétaire international (FMI), puis nommé par les Etats membres de la Communauté économique des États de l'Afrique de l'Ouest en janvier 2008 au poste du président de la Banque ouest-africaine de développement (BOAD) qu'il dirige jusqu'en 2011.
Il démissionne ensuite de poste du président de la BOAD après la validation de sa candidature par la Cour constitutionnelle du Bénin dans le cadre de l'élection présidentielle de 2011. La Conférence a décidé de nommer Christian Adovelandé pour le remplacer à ce poste afin d'achever le mandat au titre du Bénin.
En 2016, il se présente à l'élection présidentielle au Bénin et termine 4e au premier tour avec 8,79 % des suffrages exprimés et soutient le président Patrice Talon au second tour qui remporte cette élection et le nomme dans son premier gouvernement au poste de ministre d'État chargé du développement,,.

## Publications
- Lutter contre la corruption : un impératif pour le développement du Bénin dans l'économie internationale, coécrit avec Philipe Montiguy (2000)
- Les défis de l'Afrique de Marie-Hélène Aubert, Georges Blandier, Jacques Boyon et Abdoulaye Bio Tchané. (24 novembre 2005)

## Distinctions
- Docteur honoris causa du Réseau des universités des sciences et technologies des pays d'Afrique au sud du Sahara[12]